# Upton Scudamore
Upton Scudamore est une paroisse civile et un village du Wiltshire, en Angleterre.